# Städtischer Musikverein zu Düsseldorf
Der Städtische Musikverein zu Düsseldorf e. V. – Konzertchor der Landeshauptstadt Düsseldorf – ist einer der ältesten und traditionsreichsten Laienchöre Deutschlands. Gegründet im Umfeld des 1. Niederrheinischen Musikfestes 1818, gestaltete der Verein in den folgenden Jahrzehnten maßgeblich das Musikleben Düsseldorfs, u. a. unter den Musikdirektoren Felix Mendelssohn Bartholdy und Robert Schumann. Nach dem Zweiten Weltkrieg erweiterte der Chor sein Betätigungsfeld. Neben seiner regelmäßigen Tätigkeit in den Symphoniekonzerten der Düsseldorfer Symphoniker unternahm und unternimmt er Konzertreisen im In- und Ausland und wirkte bei vielen Schallplatten, CD- und Fernsehproduktionen mit.
Der Städtische Musikverein zu Düsseldorf e. V. ist Träger des Education-Projektes „SingPause – Singen in Düsseldorfer Grundschulen“.

## Geschichte
Anfang des Jahres 1818 konstituierte sich zur Vorbereitung und Durchführung des ersten Niederrheinischen Musikfestes der „Verein für Tonkunst“, dessen erster öffentlicher Auftritt am 10. Mai 1818 mit einer Aufführung von Haydns „Jahreszeiten“ unter der Leitung des Städtischen Musikdirektors Friedrich August Burgmüller stattfand. Aus dieser Gruppierung entstand am 16. Oktober des gleichen Jahres der Musikverein.
Schon bald erwies sich der Musikverein als Träger des öffentlichen Musiklebens in Düsseldorf, da er nicht nur selber Konzerte bestritt, sondern auch Orchesterkonzerte veranstaltete. Unter Julius Tausch wurde schließlich das Orchester des Städtischen Musikvereins durch die Übernahme der Orchestermusiker in feste vertragliche Strukturen durch die Stadt Düsseldorf mit Wirkung vom 20. August 1864 zum „Städtischen Orchester“ umbenannt, woraus dann später unter Eugen Szenkar die „Düsseldorfer Symphoniker“ wurden.
In der Frühzeit waren die Berufungen von Felix Mendelssohn Bartholdy und Robert Schumann auf den Posten des Städtischen Musikdirektors weitblickende und aus heutiger Sicht ehrgeizige Entscheidungen. Obwohl Mendelssohn nur zwei Jahre in Düsseldorf wirkte – vom 25. September 1833 bis zum 25. Juli 1835 – muss diese Zeit heute als entscheidend für die Entstehung eines geregelten Musiklebens in der damals noch recht kleinen Stadt gelten. Mendelssohn probte regelmäßig dienstags mit dem Chor und zeitgenössische Quellen berichten, dass der elegante junge Herr aus Berlin zu einem regen Andrang neuer Sängerinnen führte. Anders als nach ihm Schumann, empfand Mendelssohn seine Düsseldorfer Zeit durchaus als glücklich und kehrte auch später gerne zurück, z. B. zur Uraufführung seines Oratoriums Paulus anlässlich des Niederrheinischen Musikfestes 1836 in der Tonhalle.
Die Direktion Schumanns stand unter keinem guten Stern, endete sie doch mit seinem Selbstmordversuch 1854 und der darauffolgenden Selbsteinweisung in die Richarz’sche Nervenheilanstalt in Bonn-Endenich. Andererseits waren Schumanns Düsseldorfer Jahre (1850–1854) in künstlerischer Hinsicht außerordentlich ergiebig, was nicht zuletzt die Liste der dort entstandenen bzw. uraufgeführten Werke belegt.
Unter Schumanns Nachfolger, Julius Tausch, Musikdirektor von 1854 bis 1889, entfaltete sich das bürgerliche Musikleben in Düsseldorf zu voller Blüte. Seine Nachfolger Julius Buths, Karl Panzner, Georg Lennart Schneevoigt und Hans Weisbach führten das städtische Musikleben bis 1933 zu internationalem Renommee. Edward Elgars Oratorium „The Dream of Gerontius“ wurde von Julius Buths 1901 in Anwesenheit des Komponisten erstmals außerhalb Englands aufgeführt. Bereits 1912 erklang die  Sinfonie Nr. 8 von Gustav Mahler, und am 19. November 1925 standen zum ersten Mal die „Gurre-Lieder“ von Arnold Schönberg auf dem Programm.
Während der Zeit des Nationalsozialismus stand Hugo Balzer dem städtischen Musikleben vor. Für den Musikverein bedeuteten diese Jahre schwerwiegende Veränderungen. Nach Aufhebung der Vereinsfreiheit musste auch die Satzung des Chores geändert werden. An Stelle eines frei schaltenden Vorsitzenden trat gemäß den Statuten vom 15. Februar 1935 der jeweilige Kulturdezernent der Stadt Düsseldorf als Vorsitzender. Er bestimmte dann alle weiteren Mitglieder des Vorstandes.
Nach dem Zweiten Weltkrieg musste mit der Chorarbeit neu begonnen werden. Doch konnte bereits 1947 das erste Nachkriegs-Gastspiel des Chores verzeichnet werden, das die Sängerinnen und Sänger nach Neuss führte. Mit der Satzung vom 8. November 1949 besteht der Vorstand wieder aus neun, von der Hauptversammlung gewählten Mitgliedern. (Diese Satzung wurde in der Folge mehrfach geändert, zuletzt im Oktober 2008). Aus dem Jahr 1949 datiert auch der Vertrag mit der Landeshauptstadt Düsseldorf, der die Mitwirkung des Chores in den städtischen Sinfoniekonzerten regelt.
Unter den Düsseldorfer Generalmusikdirektoren Heinrich Hollreiser, Eugen Szenkar, Jean Martinon, Rafael Frühbeck de Burgos, Henryk Czyż, Willem van Otterloo, Bernhard Klee, David Shallon, Salvador Mas i Conde, John Fiore und Andrey Boreyko schuf sich der Musikverein seither auch auf internationaler Ebene große Anerkennung. Seit Beginn der Saison 2015/16 ist Ádám Fischer „Principal Conductor“ der Düsseldorfer Symphoniker. Neben den jeweiligen Musikdirektoren/Chefdirigenten fanden sich zahlreiche international renommierte Musikerpersönlichkeiten als Gast am Pult der Düsseldorfer Symphoniker und damit auch in der Zusammenarbeit mit dem Chor: Hermann Scherchen, Istvan Kertesz, Hans Schmidt-Isserstedt, Jean Fournet, Antal Doráti, Sir Charles Groves, Sir Neville Marriner, Dimitrij Kitajenko, Krysztof Penderecki  u. v. a.
Der Chor des Städtischen Musikvereins zu Düsseldorf (Konzertchor der Landeshauptstadt) gastierte bereits in den 1950er und 1960er Jahren mehrfach in Paris, außerdem in Madrid, Granada, Besançon und beim Flandern-Festival. Seit den 1970er Jahren wurde der Chor wiederholt zu Gastspielen u. a. nach Salzburg, Amsterdam, Antwerpen, Den Haag, Berlin, Hamburg, München, sowie  Wien, London, New York, Cincinnati, Jerusalem, Helsinki und in andere Städte Deutschlands und Europas eingeladen. Herausragend hierbei zu nennen eine Tournee gemeinsam mit den Düsseldorfer Symphonikern und der Wuppertaler Kurrende unter David Shallon im Mai 1989(!) nach Berlin/DDR, Dresden und Leipzig, die – kurz vor dem Fall der Mauer – auch medial (in Fernsehen und Rundfunk) internationale Beachtung fand. Die zahlreichen Konzertreisen in den Jahren ab 1950 führten zur Zusammenarbeit mit herausragenden Orchestern Europas und darüber hinaus: z. B. Orchestre de Paris, Berliner Philharmoniker, Royal Concertgebouw Orchestra, Philharmonia Orchestra London, Orchestra of St.Lukes, Cincinnati Symphony Orchestra, Münchner Philharmoniker, Bayerisches und Hamburgisches Staatsorchester, RSO (Deutsches Symphonie-Orchester) Berlin, RSO Saarbrücken, NDR-Sinfonieorchester (NDR-Elbphilharmonie-Orchester) etc. Hierbei erlebte der Chor u. a. Dirigenten wie Lorin Maazel, Bernard Haitink, Wolfgang Sawallisch, Riccardo Chailly, Michael Tilson Thomas, James Conlon, Neeme Järvi, Sir Roger Norrington, Sir John Pritchard, Sir John Eliot Gardiner, Vaclav Neumann, Charles Dutoit.
Neben der klassischen und romantischen Chorliteratur wirkte der Chor auch in jüngerer Vergangenheit immer wieder bei Konzerten zeitgenössischer Musik mit. Das reicht von Aufführungen des „Requiem“ von Edison Denissow, des „Te Deum“ von Krzysztof Penderecki und „La Transfiguration de Notre-Seigneur Jésus-Christ“ von Olivier Messiaen bis hin zu Uraufführungen: „Perche“ von Jürg Baur – als Auftragskomposition zum 150-jährigen Bestehen des Chores 1968, „Morgentraum“ von Edison Denissow – ebenfalls als Auftragswerk zum 175-jährigen Bestehen des Chores (1995), „Kreitens Passion“ von Rudij Martinus van Dijk (2003) und „Merlin-Prolog“ von Manfred Trojahn (2006).
Seit 2004 erreicht die vom Städtischen Musikverein (damaliger Vorsitzender: Manfred Hill) initiierte Nachwuchsinitiative „SingPause – Singen an Düsseldorfer Grundschulen“ derzeit (2020) jährlich über 16.000 Kinder. Dieses Projekt der Musikerziehung ist inzwischen mehrfach ausgezeichnet worden. Die mittlerweile weit über die Grenzen der Landeshauptstadt bekannte, in mehreren Städten ebenfalls eingeführte Förderinitiative wird von speziell geschulten Gesangspädagogen unter der künstlerischen Oberleitung von Marieddy Rossetto kompetent und erfolgreich betreut.

## Chordirektoren seit 1945
- Michel Rühl, (1929–1951)
- Reinhard Zilcher, (1951–1953)
- Michel Rühl, (1953–1961)
- Bernhard Zimmermann, (1962–1964)
- Prägenden Einfluss auf die Arbeit des Chores nahm ab 1964 Chordirektor Hartmut Schmidt, unter dessen Ägide die Gastspieltätigkeit ausgedehnt wurde. Unter Hartmut Schmidt begann auch eine intensive Aufnahmetätigkeit hauptsächlich mit den Düsseldorfer Symphonikern, aber auch u. a. mit den Berliner Philharmonikern, dem Royal Concertgebouw-Orchestra, dem Filharmonisch Orkest van Flanderen und dem Gürzenich-Orchester Köln.
- Von 1995 bis 2000 war Raimund Wippermann Chordirektor des Städtischen Musikvereins zu Düsseldorf.
- Von 2001 bis 2019 war Marieddy Rossetto erste Chordirektorin in der Geschichte des Städtischen Musikvereins.
- Von 2020 bis in die Gegenwart: Dennis Hansel-Dinar

## Uraufführungen unter Beteiligung des Städt. Musikvereins zu Düsseldorf (Auswahl)
- Felix Mendelssohn Bartholdy, Paulus, 1836
- Robert Schumann, Adventlied, 1850
- Robert Schumann, Requiem für Mignon, 1850
- Robert Schumann, Nachtlied, 1851
- Robert Schumann, Neujahrslied, 1851
- Robert Schumann, Der Rose Pilgerfahrt, 1852
- Robert Schumann, Der Königssohn, 1852
- Julius Buths, Rinaldo, 1900
- Edward Elgar, The Dream of Gerontius, 1901 (Erstauff. in deutscher Sprache)
- Robert Schumann, Vom Pagen und der Königstochter, 1902
- Wolfgang Fortner, Marianische Antiphonen, 1929
- Kurt Hessenberg, Vom Wesen und Vergehen, 1952
- Ernst Pepping, Te Deum, 1959
- Jürg Baur, Perché, 1968
- Edison Denissow, Morgentraum, 1995
- Alexander Zemlinsky, Frühlingsbegräbnis (rev. Fassung), 1997
- Rudi Martinus van Dijk, Kreitens Passion, 2003
- Manfred Trojahn, Prolog zu Merlin, 2006

## Diskografie
- Hermann Gehlen, Jazzmesse, 1969
- Robert Schumann, Das Paradies und die Peri, 1973
- Robert Schumann, Der Rose Pilgerfahrt, 1975
- Felix Mendelssohn Bartholdy, Paulus, 1976
- Robert Schumann, Szenen aus Goethes Faust, 1982
- Robert Schumann, Requiem, Requiem für Mignon, 1984
- Robert Schumann, Vier Balladen für Chor und Orchester, 1986
- Robert Schumann, Messe c-moll, 1988
- Felix Mendelssohn Bartholdy, Sinfonie Nr. 2 „Lobgesang“ 1988
- Hans Pfitzner, Von deutscher Seele, 1989
- Arnold Schönberg, Gurre-Lieder, 1990
- Gustav Mahler, Das klagende Lied, 1991
- Ludwig van Beethoven, Sinfonie Nr. 9 d-moll, 1993
- Hector Berlioz, Damnation de Faust, 1994
- Dmitrij Schostakowitsch, Sinfonie Nr. 13 „Babij Jar“, 1994
- Felix Mendelssohn Bartholdy, Elias, 1997
- Alexander Zemlinsky, Sämtliche Chorwerke, 1998
- Ludwig van Beethoven, Sinfonien 1-9, 2003
- Robert Schumann, Manfred, 2011 (DVD)
- Gustav Mahler, Sinfonien 2, 3, 8, 2017-2019

## Auszeichnungen
- Der Städt. Musikverein zu Düsseldorf ist Träger der Zelter-Plakette.
- Die Aufnahme von Gustav Mahlers „Das klagende Lied“ mit dem Radio-Symphonie-Orchester Berlin unter Riccardo Chailly wurde 1993 für den Grammy nominiert.